# Estadi Jules Deschaseaux
L'Estadi Jules Deschaseaux (Stade Jules Deschaseaux) és un estadi de futbol de la ciutat de Le Havre, França.
Fou obert el 1932 amb el nom Stade Municipal du Havre i fou la seu d'un partit de la Copa del Món de 1938.
Fou la seu del club Le Havre AC fins al 2012, any en què l'estadi fou reemplaçat per l'Stade Océane. Aquest estadi passà a ser la seu de la secció de rugbi del club.

## Referències

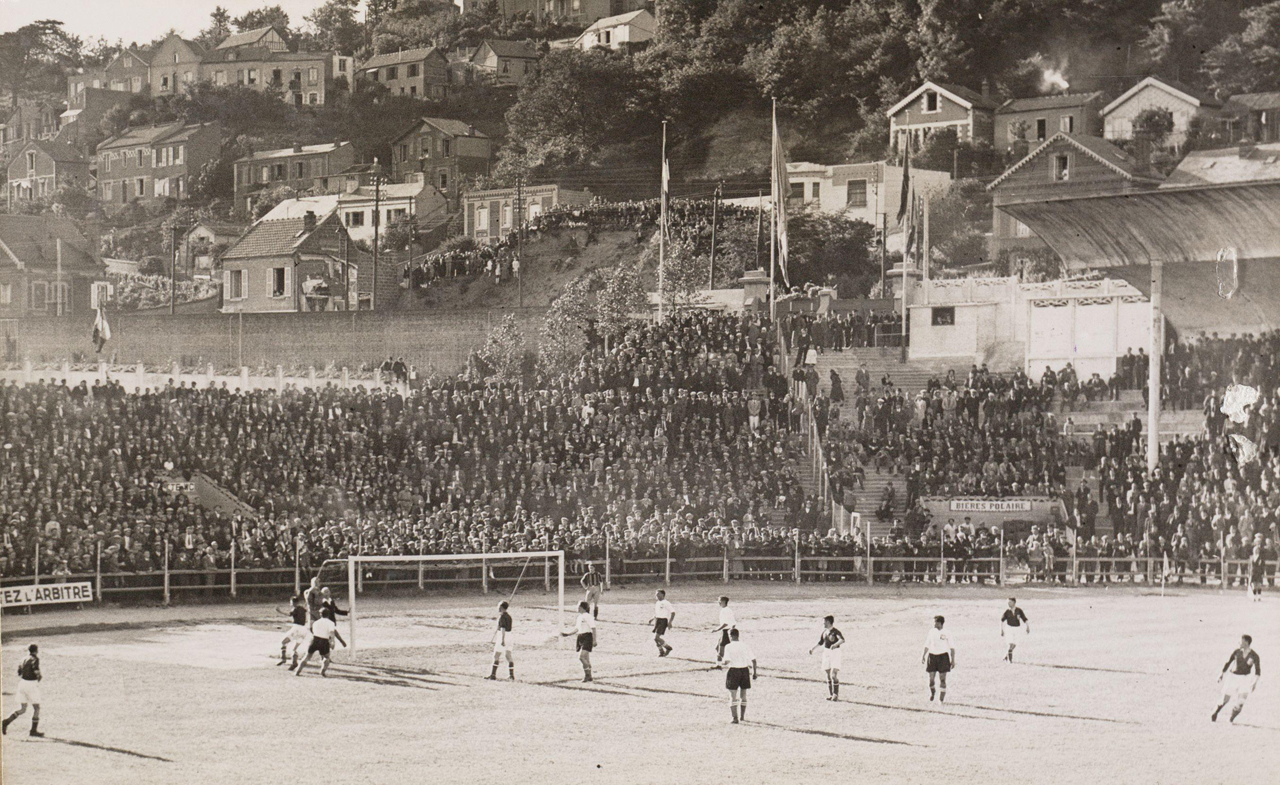
Stade municipal du Havre al Mundial de 1938.

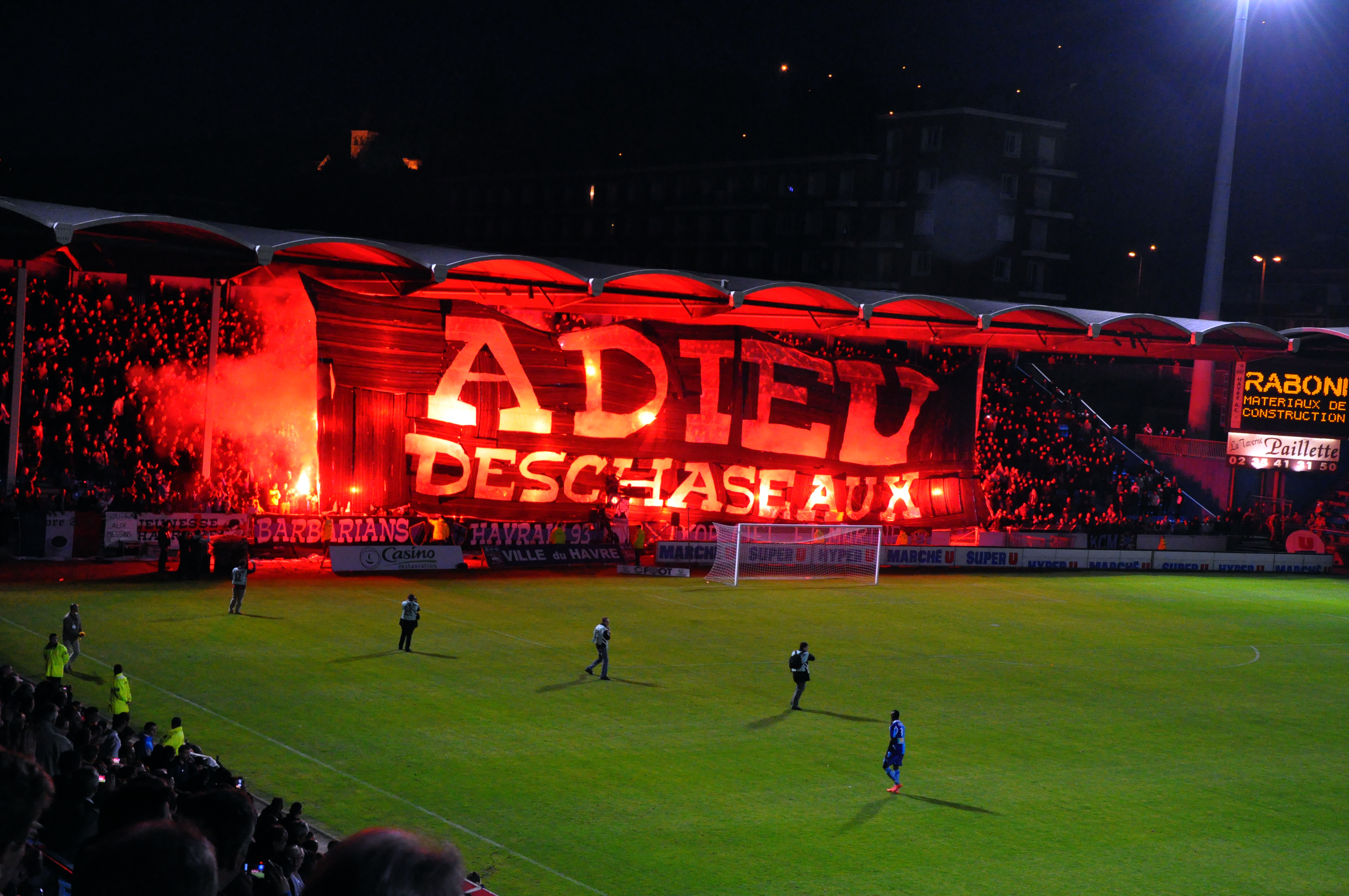
Stade Jules Deschaseaux el 18 de maig de 2012.